# Protaetia papuana
Protaetia papuana är en skalbaggsart som beskrevs av Moser 1914. Protaetia papuana ingår i släktet Protaetia och familjen Cetoniidae. Utöver nominatformen finns också underarten P. p. castaneotomentosa.